# Максимилиан Карл (Льовенщайн-Вертхайм-Рошфор)
Максимилиан Карл Албрехт фон Льовенщайн-Вертхайм-Рошфор (на немски: Maximilian Karl Albrecht Fürst zu Löwenstein-Wertheim-Rochefort; * 14 юли 1656, Рошфор, провинция Намюр, Валония, Белгия; † 26 декември 1718, Милано) от странична линия на Вителсбахите, е граф (1672 – 1718), от 1711 г. първият княз на Льовенщайн-Вертхайм-Рошфор и австрийски офицер. Той живее в Белгия.

## Живот
Син е на граф Фердинанд Карл фон Льовенщайн-Вертхайм-Рошфор (1616 – 1672) и съпругата му графиня и ландграфиня Анна Мария фон Фюрстенберг (1634 – 1705), дъщеря на княз Ернст Егон VIII фон Фюрстенберг-Хайлигенберг (1588 – 1655) и графиня Анна Мария фон Хоенцолерн-Хехинген (1603 – 1652).
Максимилиан Карл е издигнат на княз от император Йозеф I на 3 април 1711 г. От 1717 г. той е щатхалтер на Миланското херцогство и умира в Милано на 26 декември 1718 г.
Максимилиан Карл погребан в Милано. Сърцето му е преместено и погребано в манастирската църква във Вертхайм.

## Фамилия
Максимилиан Карл се жени на 26 август 1678 г. в Инсбрук за графиня Поликсена Мария фон Куен-Лихтенберг-Беласи (* 14 юли 1658, Лихтенберг; † 12 ноември 1712, Мюнхен), дъщеря на граф Матиас фон Лихтенберг-Беласи († 1678) и графиня Анна Сузана фон Мегау († 1689). Те имат 10 деца:
- Мария Терезия Франциска (1679 – 1718), монахиня в Мец
- Вилхелм Карл Магнус Антон (1680 – 1680)
- Максимилиан Карл Антон (1681 – 1710), граф-наследник
- Волфганг Филип Еберхард Йозеф (1683 – 1683)
- Феликс Алберт (1684 – 1685)
- Елеонора Мария Анна (1686 – 1753), омъжена на 9 ноември 1704 г. за ландграф Ернст II Леополд фон Хесен-Ротенбург (1684 – 1749)
- Франц Йозеф (1687 – 1688)
- Мария Леополдина Терезия Рената Доротея (1689 – 1763), омъжена на 1 септември 1710 г. за граф Конрад Зигмунд фон Щархемберг (1689 – 1727)
- Доминик Марквард (1690 – 1735), 2. княз на Льовенщайн-Вертхайм-Рошефорт, женен на 28 февруари 1712 г. за ландграфиня Христина Франциска Поликсена фон Хесен-Ванфрид (1688 – 1728), дъщеря на ландграф Карл фон Хесен-Ванфрид
- Франц Карл (1693 – 1697)